# Hibay Éva
Hibay Éva Györgyike (Eger, 1955. január 31.) magyar-finn fuvolaművész, zenepedagógus, az Eszterházy Károly Katolikus Egyetem Zenei Intézetének mesteroktatója, az Egri Lokálpatrióta Egylet titkára, művészeti vezetője.

## Életútja, munkássága

### Tanulmányai
Zenei tanulmányait, kilencévesen az Egri Állami Zeneiskolában kezdte, Asztalos Lóránd növendékeként, amit 1969-ben végzett el. Az édesanyja hegedült, így természetesnek tűnt, hogy ő is ezt a hangszert választja. Azonban egy a televízióban halott zenekari koncert fuvola-szólója hatására úgy döntött, ö is fuvolázni szeretne.
1969-1972 között a budapesti Bartók Béla Konzervatóriumban, Jeney Zoltán, majd 1972-1977 Liszt Ferenc Zeneművészeti Főiskola  ötéves  tagozatán, Kovács Lóránt és Prőhle Henrik növendékeként végezte.
Fuvola és kamaraszakon művész-tanári diplomát szerzett 1977-ben.
Továbbképző tanulmányokat folytatott Franciaországban és Ausztriában. Tanárai Alain Marion, Maxence Larrieau, Karlheinz Zöller (Bécsi Zenefőiskola, 1983-84), valamint Wolfgang Schultz és Louis Rivier professzor. Kamarazenei tanulmányait Franciaországban folytatta Jean-Marais Darre és Pierre Barbizet tanárok alatt. Több alkalommal vett részt Aurele Nicoletin professzor mesterkurzusán.
2004 és 2006 között pszichológiát hallgatott Budapesten.
2009 és 2010 nyarán Body Mapping tanulmányokat folytatott Londonban, a Guildhall School of Music and Drama egyetemen.
2011 nyarán a Sibelius Akadémia támogatásával további Body Mapping tanulmányokat folytatott, és az Egyesült Államokban, részt vett a New Jersey-i Andover Educators V. kongresszusán, ahol felvették a kétéves trainee-programba.

### Szakmai tevékenysége előadóművészként
Szólistaként kamarahangversenyeket adott Finnországban, Magyarországon illetve Belgiumban, Görögországban és Franciaországban. Több hangfelvétele készült a finn, magyar, francia, görög és belga rádiónál.
1997-ben bekövetkezett autóbalesete nyomán, gerincsérülése miatt szüneteltetnie kellett a zenészi pályáját, így felépüléséig másik szakmájában tevékenykedett, amire Magyarországon tolmácsi, fordítói és idegenvezetői diplomát szerzett 1987-ben.
Részidőben kulturális és ismertető utakat szervezett és vezetett a finnek számára Magyarországon, továbbá Horvátországban, Szlovéniában, Ausztriában valamint Szlovákiában.
1999 óta a finn frontveteránok gyógypedagógiás csoportjainak kezelését szervezi és vezeti az egri és a sárvári gyógyfürdőkben. 2007 és 2008 nyarán, kihelyezett finn kirendeltség vezető volt a Balatonnál.
Szűkebb keretben, felépülése alatt is hangversenyezett, kiállítás megnyitókon lépett fel, továbbá a magyar valamint a szlovén televízióban készített felvételeket. Felépülése után tevékenysége ismét a zenei pálya felé irányult, továbbfejlesztve zenepedagógiai és előadóművészi képességeit.

### Szakmai tevékenysége pedagógusként
Pedagógiai munkásságát a Helsinki Sibelius Akadémia fuvolaszakán kezdte, ahol 1977-2001 között óraadó tanárként kamarazenét és zenepedagógiát is tanított. 1982 óta főállású tanár.
A Helsinki Konzervatórium fuvolatanára volt 1977 és 1983 között. Az évek során a Kelet- Helsinki Zeneintézetben (Itä-Helsingin Musiikkiopisto), a Kerava-i Zeneintézetben, helyettesi állásban a Joensuu-i Konzervatóriumban és számos finnországi nyári zenei táborban (Orivesi, Riistavesi, Lapua, Raudaskylä, Kälviä) is tanított.
1986-ban az Artisjus kitüntetéssel jutalmazta érdemeit a magyar zene terjesztésében és előadásában a világon.
Az egri Eszterházy Károly Főiskolán 1996-ban kezdett fuvolát és pedagógiát tanítani.
2008-ban magyar zenei szemináriumot vezetett a finnországi Kuopióban, és újra elkezdett hangversenyeket adni Finnországban és Magyarországon. 2009 őszétől újra tanítani kezdett a Sibelius Akadémián és az Eszterházy Károly Főiskolán.
2010 őszétől hét hónapos helyettesítést lát el a Helsinki Konzervatóriumban, 2011 februárjától az Espoo-i Zeneintézet vezető fuvolatanáraként működik. Majd a Sibelius Akadémia tanáraként az Aalto Egyetem művészeti egyetemi pedagógiai továbbképzésén is részt vett.
2012 nyarán megszervezi Sopronban az első közép-kelet-európai Body Mapping nyári kurzust.
Hibay Évát régóta foglalkoztatja az emberi szervezet és a zene kapcsolata, mely szerinte egy nagyon fontos nézőpont a zenélésben.

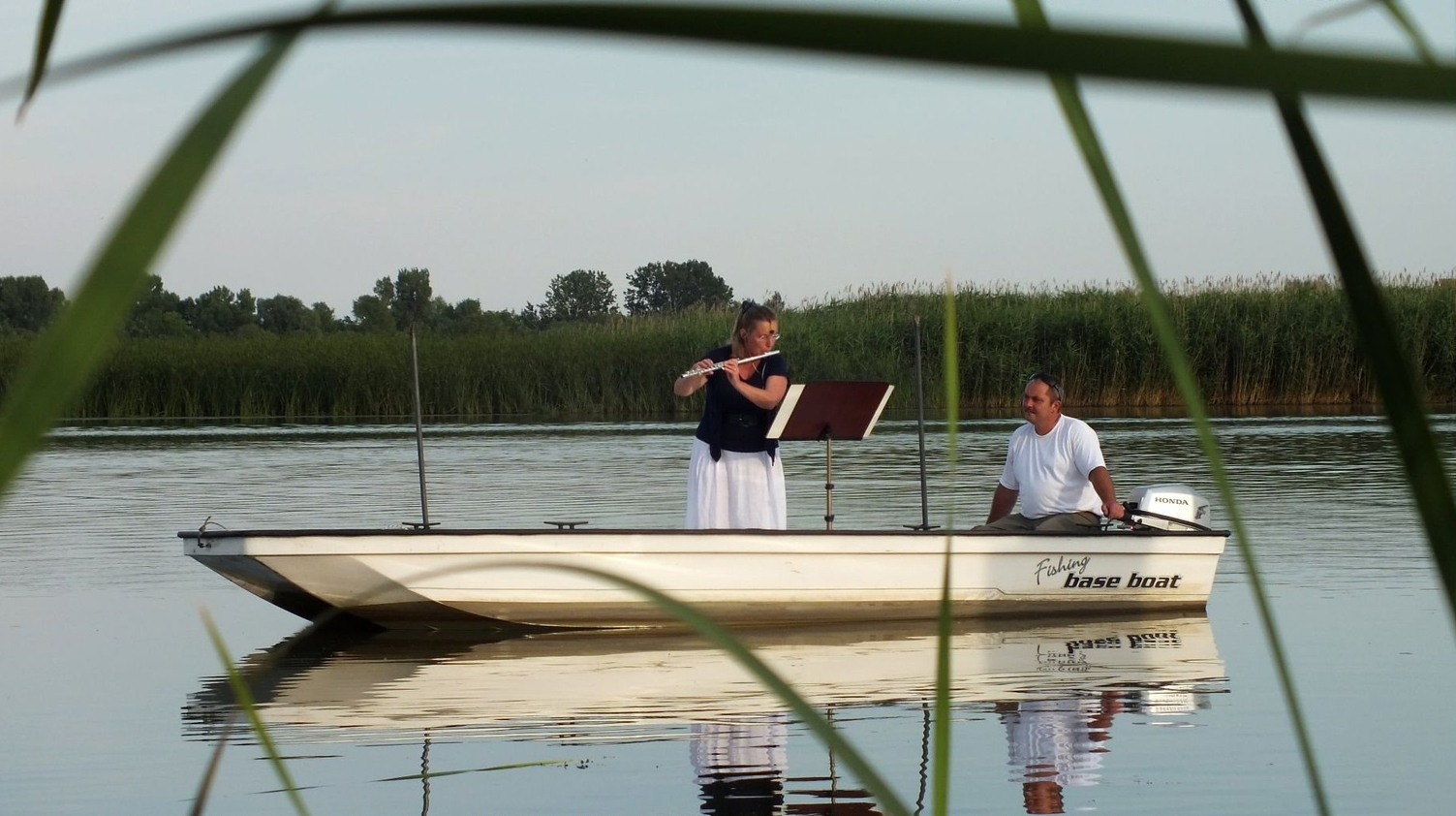
Az „In Memoriam Tisza-halász” ősbemutatója a Tiszán

„Amikor zenét hallgatunk, úgy hisszük, a zenész a hangokat az ujjával hozza létre, illetve a fuvolista az ajkával és ujjaival. Pedig a fuvola megszólalása csupán 20 százalékban függ a hangszertől, a többi a testünk rezonáltatásán múlik. A test az igazi hangszer. A zenei mondanivalót a lelkünk fogalmazza, a testünk és a fuvola a mechanikus hangszer, mely ezt hallhatóvá teszi.”

– Hibay Éva 

## Családja
Hibay Éva a neves egri orvos Hibay Károly unokája, és ükunokája a Tisza árvízi hajósa-ként emlegetett Hartl Edének.
Férje Popovits Zoltán szobrászművész. Fia és unokái Finnországban élnek.

## Érdekesség
Hibay Éva a Tiszán, egy csónakban állva adta elő annak a zeneműnek az ősbemutatóját, amelyet Kátai László komponált In Memoriam Tisza-halász címmel. A szóló fuvolára írt zenedarabbal, az 1876-os árvíz idején embereket mentő Hartl Ede, egykori földbirtokosnak állítottak emléket.